# Акселос, Михаил
 Михаи́л Аксело́с  (греч.  Μιχαήλ Αξελός; 1877, Сития — 1965, Афины) — греческий художник XX века.

## Биография
Михаил Акселос родился в 1877 году в городе Сития, на северо-востоке находившегося ещё под османским контролем острова Крит.
Его дед был одним из военачальников повстанцев на острове в годы Греческой революции 1821—1829 годов. По окончании Освободительной войны и по настоянию «Великих держав», остров остался вне пределов возрождённого греческого государства.
В рамках новой османской политики, сын военачальника и отец будущего художника, Константинос Акселос (1844—1913) через несколько десятилетий был назначен османами эпархом (правителем области) Сития.
В 1877 году, незадолго до рождения художника, в Сития наблюдалась эпидемия малярии. Константинос Акселос перебрался с семьёй в село Русса, в 9 км от города. Село и поныне известно своим здоровым климатом и чистыми водами.
В память об этом событии и чтобы отблагодарить благословенный край, Константинос Акселос обстроил водный источник, в тот же году, когда родился его сын Михаил.
«Источник Акселоса» в 1985 году, постановлением Министерства культуры Греции, был охарактеризован произведением искусства.
Михаил Акселос получил начальное образование на Крите.
Затем Михаил отправился на учёбу в Греческое королевство. Поступил на юридический факультет Афинского университета.
После чего Акселос поступил в Афинскую школу изящных искусств, где учился у Георгия Яковидиса, Георгия Ройлоса, Димитрия Гераниотиса и Спиридона Викатоса.
Акселос окончил школу в 1908 году.
В период 1911—1914 годов Акселос продолжил учёбу в Париже в Академии Жюлиана у Жан-Поля Лорана и в академии Гранд-Шомьер. Акселос писал портреты, пейзажи, картины морской тематики и композиции на тему каждодневного труда рядового человека. Художник первоначально писал в стиле импрессионизма, но постепенно перешёл к экспрессионистскому, где доминирующим элементом был густой, почти насильственный, фовизмский цвет.

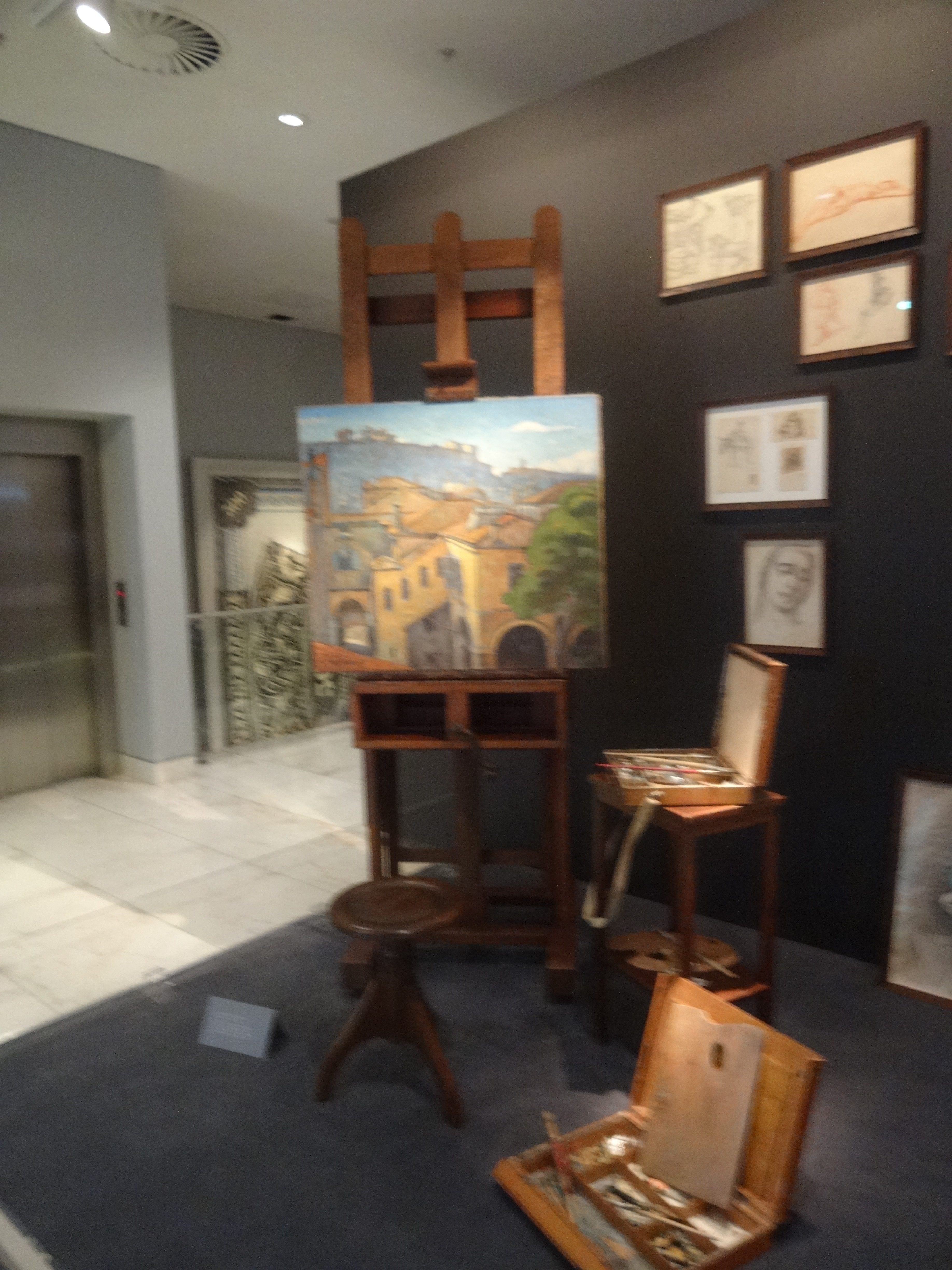
Мольберт Михаила Акселоса на выставке его работ в музее Банка Греции

Акселос принял участие в групповых выставках Союза греческих художников 1915, 1917 и 1921 годов и греческо-французской выставке в афинском дворце Заппион.
На своей картине «Филиал Национального банка Греции» в Смирне, художник увековечил тот трёхлетний период (1919—1922), когда столица Ионии находилась в составе Греции.
Акселос возглавлял художественный департамент Национального банка Греции и, позже, Банка Греции.
Как следствие, Акселос стал соавтором серебряных греческих монет 1930 года достоинством в 20 и 10 драхм и никелевой монеты достоинством в 5 драхм.
Монета достоинством в 20 драхм была копией древней македонской тетрадрахмы, которую чеканил базилевс Антигон III Досон (227—221 до н. э.).
Автором лицевой стороны монеты достоинством в 10 драхм был английский скульптор Percy Metcalfe (1895—1990). Лицевая сторона была копией редкого статера Дельфийской Амфиктионии (336—334 до н. э.), на которой была изображена голова богини Деметры.
Автором обратной стороны был Акселос. Художник изобразил колос пшеницы, так как он был изображён на монете греческой колонии Метапонт южной Италии (4-й век до н. э.).
Монеты выставлены в музее Банка Греции.
Акселос принял участие в групповых выставках Союза греческих художников 1929 и 1936 годов и в Венецианской Биенале 1934 года.
Принял участие в «Панэллинской выставке» 1939 года.
Тяжёлые годы тройной, германо-итало-болгарской, оккупации Греции 1941—1944 годов художник прожил в Афинах.
Акселос принял участие в послевоенной «Панэллинской выставке» 1948 года.
В июне 1949 года он написал работу «Греческая монета с исторической и художественной точки зрения».
Его эскизы монет выставлены в музее Банка Греции.
В числе пейзажей написанных художником, много пейзажей города Корони на юге Пелопоннеса и его окрестностей. В силу этого, местная общественность именует Акселоса «Художником Корони».
Художник принял участие в «Панэллинской выставке» 1960 года.
Михаил Акселос умер в Афинах в 1965 году.

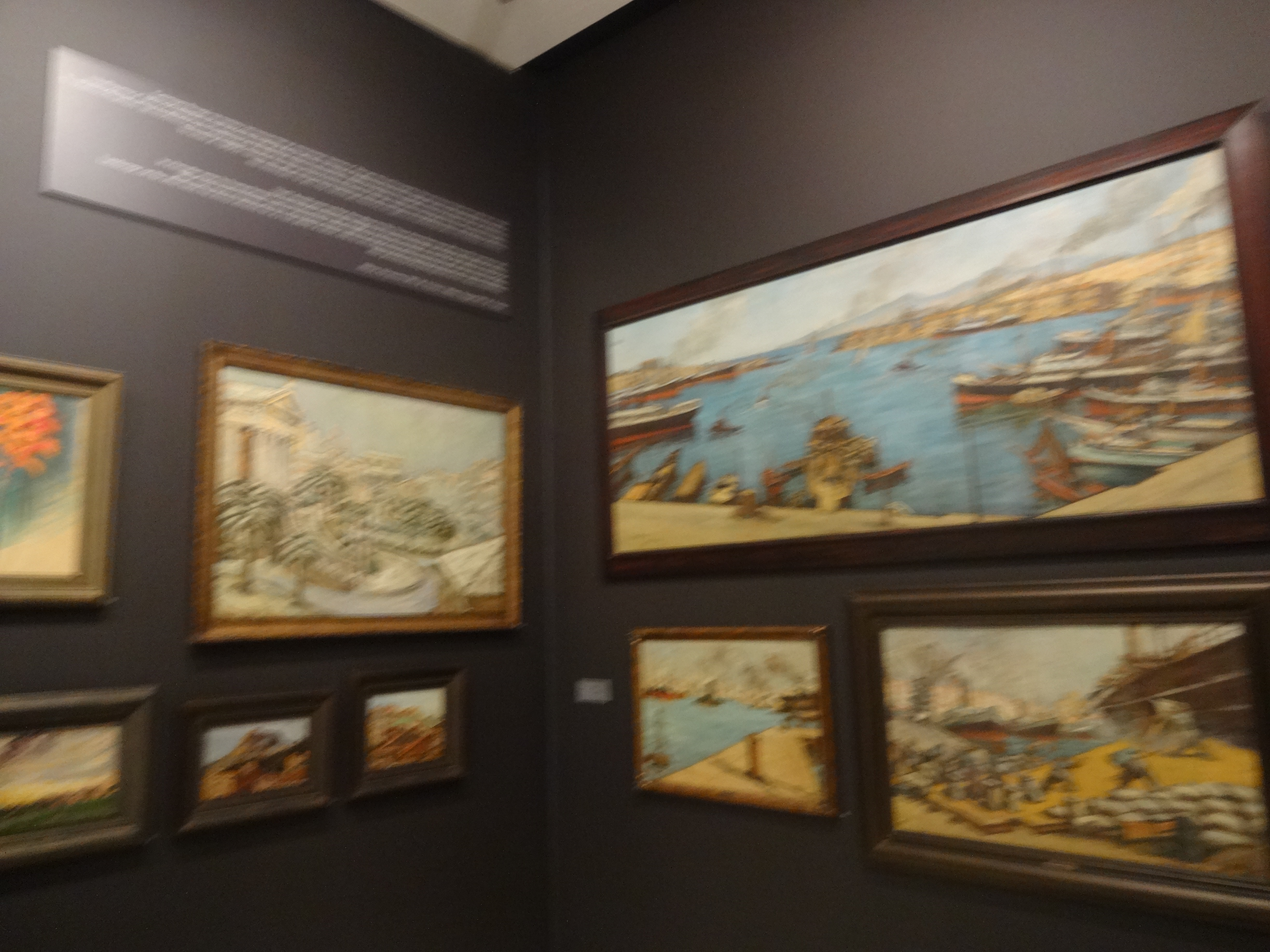
Работы Михаила Акселоса на выставке в музее Банка Греции

Работы Акселоса хранятся и выставляются в Национальной галерее Греции, в коллекциях культурных фондов Банка Греции и Национального банка Греции и многих других частных коллекциях.
В декабре 2015 года и по случаю 50 лет со дня смерти художника, Музей Банка Греции организовал экспозицию его работ, под заголовком «Михаил Акселос (1877-1965) – Между двумя мирами».